# Agent reducător
În chimie, un agent reducător este un compus sau element care, într-o reacție de oxidoreducere, pierde un electron de la un alt compus. Deoarece agenții reducători donează electroni, se spune despre ei că sunt oxidați în aceste reacții. Exemple de agenți reducători sunt borohidrura de sodiu și hidrura de litiu-aluminiu.